# Guillermo Szeszurak
Guillermo Szeszurak (ur. 16 października 1971 w Buenos Aires) – argentyński piłkarz pochodzenia ukraińskiego, grający na pozycji napastnika, trener piłkarski.

## Kariera piłkarska

### Kariera klubowa
Wychowanek klubu River Plate. Karierę piłkarską rozpoczął w Excursionistas, skąd w 1995 przeszedł do Los Andes. W 1996 wyjechał do Portugalii, gdzie bronił barw FC Felgueiras. Potem powrócił do Excursionistas. W sezonie 2000/01 występował w trzecioligowym Deportivo Laferrere, po czym ponownie wrócił do Excursionistas, gdzie w 2003 zakończył karierę piłkarską.

## Kariera trenerska
Po zakończeniu kariery piłkarskiej otworzył własną szkołę piłkarską. Od czerwca 2008 trenował również trzecioligowy klub Atlas Buenos Aires.

## Sukcesy i odznaczenia

### Sukcesy klubowe
- mistrz Primera B: 1994